# Алессіо Боні
Алессіо Боні (італ. Alessio Boni; нар. 4 липня 1966, Сарніко, Ломбардія) — італійський актор театру, кіно та телебачення.

## Життєпис
Народивсь 4 липня 1966 року в Сарніко — середньовічному місті на озері Ізео. Він був середнім з трьох синів Ігнаціо Боні та його дружини Роберти, старшого брата звати Марко, молодшого — Андреа. Алессіо покинув школу та з 14-ти років разом з батьком працював плиточником у Віллонго. У 1986—1988 роках виїжджав до Сан-Дієго де працював офіціантом, розносчиком газет, нянькою, готував піцу, катав дітей на поні. 1988 року почав акторську кар'єру в популярних в Італії фото-романах.
На театральній сцені з 1990 року. Працював під керівництвом видатного театрального режисера Джорджа Стрелера. Тоді ж почав зніматися на телебаченні та в кіно. Закінчив Національну академію драматичного мистецтва ім. Сільвіо д'Аміко (1992, майстерня Ораціо Кости Джованджиглі). 1995 року вивчав акторську майстерність у Лос-Анджелесі.
Перший справжній успіх принесла роль Міно Тонеллі у мінісеріалі Карло Ліццані «Жінка з поїзда» (1998). Не менш успішними стали ролі доктора Марко Оберона у серіалі «Пристрасті по-італійськи» (1999—2000), Маттео Гараті у фільмі Марко Тулліо Джордана «Найкращі роки молодості» (2003), Бруно в «Якщо народжений, вже не сховаєшся» (2005), Джорджо Пеллегріні у «Прощавай, кохана» (2006), Андрій Болконський у серіалі «Війна і мир» (2007) та Мікеланджело да Караваджо у серіалі «Караваджо» (2007).

## Особисте життя
22 березня 2020 року в Алессіо Боні та його партнерки Ніни Верделлі народився син Лоренцо. 12 листопада 2021 року у пари народився другий син Ріккардо.

## Вибрана фільмографія
| Рік       |    | Українська назва                  | Оригінальна назва                        | Роль                        |
| --------- | -- | --------------------------------- | ---------------------------------------- | --------------------------- |
| 1990      | тф | Чарівник                          | Il mago                                  | Мікеле                      |
| 1995      | ф  | Італійці йдуть                    | Ha-italkim Ba'im                         | Роберто                     |
| 1998      | с  | Жінка з поїзда                    | La donna del treno                       | Міно Тонеллі                |
| 1999—2000 | с  | Пристрасті по-італійськи          | Incantesimo                              | доктор Марко Оберон         |
| 2000      | ф  | Без страху                        | Senza paura                              | Марко                       |
| 2001      | с  | Людина-вітер                      | L'uomo del vento                         | Массімо Поджіо              |
| 2002      | ф  | Щоденник Матильди Мандзоні        | Il diario di Matilde Manzoni             | Джованні Батіста Джорніні   |
| 2002      | тф | Дракула                           | Dracula                                  | Квінсі                      |
| 2002      | тф | Інша жінка                        | L'altra donna                            | Сімоне                      |
| 2003      | ф  | Найкращі роки молодості           | La megio gioventu                        | Маттео Гараті               |
| 2004      | тф | Буремний перевал                  | Cime tempestose                          | Гіткліф                     |
| 2004      | ф  | Не бійтеся                        | Non aver paura                           | Франко                      |
| 2004      | с  | Полювання                         | La Cassia                                | Лоренцо                     |
| 2005      | ф  | Якщо народжений, вже не сховаєшся | Quando sei nato non puoi pui nancorderti | Бруно                       |
| 2005      | ф  | Звір у серці                      | La bestia nel cuore                      | Франко                      |
| 2006      | ф  | Прощавай, кохана                  | Arrivederci amore, ciao                  | Джорджо Пеллегріні          |
| 2006      | ф  | Таємна подорож                    | Viaggio segreto                          | Лео Феррі                   |
| 2007      | с  | Війна і мир                       | War and Peace                            | Андрій Болконський          |
| 2007      | с  | Караваджо                         | Caravaggio                               | Мікеланджело да Караваджо   |
| 2007      | ф  | Спільники мовчання                | Complici del silenzio                    | Мауріціо Галло              |
| 2008      | тф | Ребекка                           | Rebecca, la prima moglie                 | Максим де Вінтер            |
| 2008      | ф  | Шалена кров                       | Sanguepazzo                              | Гольф'єро Гоффреді / Тейлор |
| 2008      | с  | Пуччині                           | Puccini                                  | Джакомо Пуччині             |
| 2009      | ф  | Синестезія                        | Sinestesia                               | Алан                        |
| 2009      | ф  | Крістіна Крістіна                 | Christine Cristina                       | Джерсон                     |
| 2009      | с  | Всі божеволіють від кохання 2     | Tutti pazzi per amore 2                  | Адріано Вентоні             |
| 2010      | ф  | Турист                            | The Tourist                              | сержант Серато              |
| 2010      | с  | Кола на воді                      | I cerchi nella'acqua                     | Давид                       |
| 2011      | с  | Вальтер                           | Walter Chiari                            | Вальтер К'ярі               |
| 2013      | ф  | Споживачі абсенту                 | The Absinthe Drinkers                    | Лука Россетті               |
| 2013      | с  | Одіссей                           | Il ritorno di Ulisse                     | Одіссей                     |
| 2017      | ф  | Дівчина в тумані                  | La ragazza nella nebia                   | професор Мартіні            |
| 2019      | с  | Ім'я троянди                      | The Name of the Rose                     | Дольчино                    |
| 2019—2021 | с  | Музиканти                         | La Compagnia del Cigno                   | Лука Маріоні                |
| 2019      | ф  | Я не вбивця                       | Non sono un assassino                    | Джованні                    |
| 2020      | ф  | Дев'ятий калібр                   | Calibro 9                                | комісар Валеріо Ді Лео      |
| 2023      | ф  | Терезін                           | Terezín                                  | Якоб Бельштейн              |

## Нагороди та номінації
- 2003 — Премія Вітторіо де Сіка.
- 2003 — Giffoni Film Festival Award.
- 2004 — Золотий кубок (Grolla d'oro).
- 2004 — Срібна стрічка (Nastro d'argento) — Найкращий актор (Найкращі роки молодості).
- 2006 — Золотий глобус (Італія) (Globo d'oro) — Найкращий актор (Прощавай, кохана).